# Joshua Dallas
Joshua "Josh" Dallas, född 1978 i Louisville i Kentucky i USA, är en amerikansk skådespelare. Han är framförallt känd från ABC:s tv-serie Once Upon a Time där han spelar prins Charming och David Nolan.

## Filmografi
- 2008 – Doctor Who
- 2009 – Instängd 2
- 2010 - Hawaii Five-0
- 2011 - CSI
- 2011 – Thor
- 2011 - Once Upon a Time
- 2018 - Manifest

## Fotnoter
1. ↑  ČSFD person-ID: 72246, läst: 9 oktober 2017.[källa från Wikidata]